# Ермолинский, Леонид Леонтьевич
Леони́д Лео́нтьевич Ермо́линский (1927, Верхнеудинск — 8 августа 2003, Иркутск) — советский педагог, писатель, журналист. Член Союза журналистов России, профессор Иркутского государственного университета.

## Биография
Родился в 1927 году в городе Верхнеудинске (с 1934 года — Улан-Удэ). Окончил историко-филологический факультет Иркутского государственного университета, затем аспирантуру Московского государственного университета имени М. В. Ломоносова, тема кандидатской диссертации: «Сибирские газеты 70-80-х годов XIX века». Во время учёбы в аспирантуре путешествовал по историческим местам центральной России. В научных командировках побывал во Пскове, Нижнем Новгороде, Казани, посетил усадьбы и памятники архитектуры многих знаменитых писателей и поэтов России. После окончания аспирантуры вернулся в Иркутск, работал в школе, потом в иркутских газетах: «Ленинские заветы», «Сельская молодежь». Вместе с ним в «Молодёжке» работали Александр Вампилов, Валентин Распутин, Анатолий Шастин и многие другие, ставшие впоследствии известными писателями и поэтами.
В сентябре 1962 года заведующий кафедрой журналистики Иркутского государственного университета Надежда Степановна Тендитник пригласила Ермолинского работать преподавателем на кафедре журналистики. Будучи первым журналистом-практиком, он воспитал сотни учеников, читал курсы по теории и практике журналистики, технике оформления газеты, истории русской журналистики, стал профессором Иркутского государственного университета.
Профессор Л. Л. Ермолинский является автором книг «Голубая звезда», «Антон Павлович Чехов в Сибири», «Костёр на вершине», «Земля поэта», «Михаил Сперанский», «Иван Александрович Гончаров в Сибири», «Николай Васильевич Шелгунов в Сибири» и других.
Скончался 8 августа 2003 года.
В 2006 году Тамара Филипповна, вдова Л. Л. Ермолинского, передала в дар Гуманитарному центру в Иркутске первые 245 книг из личной библиотеки мужа, также рукописи книг, фото- и слайдо-архивы, фотоаппарат, с которым Ермолинский объездил почти все города Древней Руси, места, где жили и творили великие русские писатели; в 2012 году дар был дополнен серией книг по мировому искусству, среди них великолепные альбомы по архитектуре, скульптуре, живописи и графике; всего 473 экземпляра книг.

## Награды
- Медаль «Ветеран труда».
- Грамоты и благодарности Министерства общего и профессионального образования Российской Федерации, ректора Иркутского государственного университета, губернатора Иркутской области и мэра города Иркутска.

## Основные труды
- Дороги поисков. — Иркутск, 1961.
- Сибирская печать и царская цензура: 1875-1886 гг. // Тр. Иркут. гос. ун-та им. А. А. Жданова. — 1967. — Т. 52. Вып. 1: Журналистика в Сибири. — С. 32—44.
- Голубая звезда. Повесть о последней дуэли Михаила Сергеевича Лунина. — Иркутск, 1981.
- Сибирские газеты 70-х-80-х годов XIX века. — Иркутск, 1985.
- Н. А. Белоголовый (1834-1895) // Литературная Сибирь: критико-биобиблиогр. слов. писателей Вост. Сибири. — Иркутск, 1986. — Ч. 1. — С. 110—113.
- Костёр на вершине: Повести. — Иркутск, 1987.
- Мир мудрых мыслей / Сост. Л. Л. Ермолинский, Т. Ф. Ермолинская. — Иркутск, 1995.
- Михаил Сперанский. — Иркутск: Папирус, 1997. — 400 с.: ил.
- Николай Полевой и российская журналистика 30-х годов XIX века // Вклад семьи Полевых в культуру России: материалы Междунар. науч.-практ. конф. Иркутск, 5-6 июня 1997 г. — Иркутск, 1997. — С. 36—38.
- Сибирские письма Михаила Сперанского. Хрестоматия и комментарии / Ермолинский Л. Л., Любимов Л. С. — Иркутск, 1998.
- Земля поэта. — Иркутск, 1999.
- Антон Павлович Чехов в Сибири : учеб. пособие / Иркут. гос. техн. ун-т. — Иркутск: Изд-во ИрГТУ, 2001. — 92 с.
- «Приют, сияньем муз одетый» // Палитра публициста: хрестоматия. — Иркутск, 2001. — С. 49-53.
- Иван Александрович Гончаров в Сибири / рец. А. К. Бобков. — Иркутск: Изд-во ИрГТУ, 2002. — 91 с.: портр.
- Ровесница Санкт-Петербурга. — Иркутск, 2003.
- Николай Васильевич Шелгунов в Сибири. — Иркутск, 2003.
- «Почтовая проза» сибирского генерал-губернатора // Литера: вестн. фак. филологии и журналистики ИГУ. — Иркутск, 2005. — Вып. 2. — С. 7—17: фото.
- [Интервью] / интервью брала А. Бакеева // Разные судьбы неодинаковых людей: статьи, очерки, зарисовки / ред. Н. Г. Баканова. — Иркутск: [б. и.], 2009. — 147 с.: портр. + 1 эл. опт. диск (CD-DA).